# Triaspis magnafoveae
Triaspis magnafoveae är en stekelart som beskrevs av Martin 1956. Triaspis magnafoveae ingår i släktet Triaspis och familjen bracksteklar. Inga underarter finns listade i Catalogue of Life.